# بیلگاباری
بیلگاباری (به لاتین: Bilgabbari) یک روستا در بنگلادش است که در استان باریسال و در ناحیه باریسال واقع شده است.